# Planura
Planura es un municipio brasilero del estado de Minas Gerais, está situado en la región del Triángulo Minero. 

## Historia
El primer asentamiento comenzó en tierras pertenecientes a Juán Januário da Silva y Oliveira, en los márgenes del río Grande. El primer grupo de casas era conocido como Puerto del Cementerio, posteriormente mudando el nombre para Planura. En 1938, se tornó un distrito con el nombre de Nueva Planura. En 1962, se tornó un municipio. El crecimiento de la ciudad, fue debido a la construcción de la Central Hidroeléctrica de Puerto Colombia, en la década de 1970. El nombre es debido a las planicies de la región.
- Fundación: 30 de diciembre de 1962

## Geografía
Su población estimada en 2004 era de 10.580 habitantes. El área es de 317,992 km² y la densidad demográfica, de 27,61 hab/km².
Sus municipios limítrofes son Pirajuba al norte, Concepción de las Alagoas al este, Colombia (SP) al sur y Frutal al oeste.